# クリスプ郡 (ジョージア州)
座標: 北緯31度56分 西経83度46分 / 北緯31.93度 西経83.77度
クリスプ郡（クリスプぐん、英: Crisp County）は、アメリカ合衆国のジョージア州にある郡。人口は2万0128人（2020年） 。郡庁所在地はコーディル (Cordele)である。
1905年8月17日に設立された。

## 地理
国勢調査局によると、この郡の総面積は728平方キロ（281平方マイル）で、うち709平方キロ（274平方マイル）が陸地、総面積の2.62%にあたる19平方キロ（7平方マイル）が水域となっている。
幹線道路
- 州間高速道路75号線
- 国道41号線
- 国道280号線
- 州道7号線
- 州道30号線
- 州道33号線
- 州道90号線
- 州道257号線
- 州道300号線
- 州道300号線接続道

隣接する郡
- ドゥーリー郡（北）
- ウィルコックス郡（東）
- ターナー郡（南東）
- ワース郡（南西）
- リー郡（西南西）
- サムター郡（西北西）

## 人口動態
2000年の国勢調査時点で、この郡には2万1996人、8337世帯、5869家族が暮らしている。人口密度は1平方キロあたり31人で、平方マイルに換算すると80人となる。住居数は9559軒で、1平方キロに平均13軒（1平方マイルあたりでは35軒）が建っていることになる。住民のうち白人は54.07%、アフリカ系は43.40%、ネイティブ・アメリカンは0.15%、アジア系は0.68%、太平洋諸島系は0.03%、その他の人種は0.98%、混血は0.68%、ヒスパニック（ラテン系）は1.74%を占める。

2000年国勢調査の結果をもとに作成した郡の人口ピラミッド

8337世帯のうち34.8%は18歳未満の子供と暮らしており、44.8%は夫婦で生活している。21.6%は未婚の女性が世帯主であり、29.6%は家族以外の住人と同居している。26.1%が独り身世帯で、11.1%を独居老人の世帯が占める。1世帯あたりの平均構成人数は2.58人、家庭の平均構成人数は3.10人である。
住民のうち29.0%が18歳未満の未成年、9.2%が18歳以上24歳以下、27.0%が25歳以上44歳以下、21.8%が45歳以上64歳以下、13.0%が65歳以上となっており、平均年齢は34歳である。女性100人に対して男性が88.7人いる一方、18歳以上の女性100人に対しては84.0人いる。
一世帯あたりの平均収入は2万6547米ドル、家族ごとでは3万2747米ドルである。男性の平均収入は2万8595米ドル、女性の平均収入は1万9393米ドルで、労働者でない人々も含めた住民一人当たりの収入は1万4695米ドルとなる。総人口の29.3%、家族の24.6%、18歳未満の子供の41.8%、および65歳以上の高齢者の24.0%は貧困線以下の収入で生計を立てている。

## 都市および町
- アラビ (en:Arabi, Georgia)
- コーディル (en:Cordele, Georgia)